# یاکوف اسوردلوف
یاکوف میخائلوویچ اسوردلوف (روسی: Я́ков Миха́йлович Свердло́в؛ IPA: [ˈjakəf mʲɪˈxajləvʲɪtɕ svʲɪrdˈlof]) که به نام‌های «آندره»، «میخائیلیچ»، «مکس»، «اسمیرنوف» و «پرمیاکوف» نیز شناخته می‌شود یکی از رهبران بلشویک و رئیس کمیته مرکزی اجرایی تمام روسیه بود. اگرچه جایگاه رهبری اتحاد شوروی تا سال ۱۹۲۲ یعنی سه سال پس از مرگ او، ایجاد نشد. اسوردلوف در سال ۱۹۰۲ به حزب سوسیال دموکرات کارگری روسیه پیوست و در طی یک انشعاب ایدئولوژیکی از جناح بلشویک این حزب و ولادیمیر لنین حمایت کرد. او در طی انقلاب نافرجام ۱۹۰۵ در اورال فعال بود و در دهه بعدی، دائماً در معرض زندان و تبعید قرار داشت. پس از اینکه انقلاب فوریه ۱۹۱۷، سلطنت تزاری روسیه را سرنگون کرد، اسوردلوف به پتروگراد بازگشت و به جایگاه ریاست دبیرخانه حزب منصوب شد. او در این مقام نقش مهم و اساسی در وقوع انقلاب اکتبر داشت. اسوردلوف در نوامبر سال ۱۹۱۷ به عنوان رئیس کمیته مرکزی اجرایی تمام روسیه انتخاب شد. او در جهت تحکیم کنترل بلشویک ها بر رژیم جدید فعالیت کرد و از کمپین ترور سرخ و سیاست های خلع سلاح حمایت کرد. او همچنین نقش مهمی در صدور مجوز اعدام خانواده رومانوف در ژوئیه سال ۱۹۱۸ ایفا کرد.
اسوردلوف در مارس سال ۱۹۱۹ بر اثر ابتلا به آنفولانزای اسپانیایی در سن ۳۳ سالگی درگذشت. برخی از مورخان مرگ نابهنگام بلشویکی‌های برجسته‌ای مانند لنین و سوردلوف را عاملی کلیدی می‌دانند که ارتقای ژوزف استالین را به مقام رهبری در اتحاد جماهیر شوروی تسهیل کرد تا حدی به این دلیل که اسوردلوف به عنوان رئیس اصلی دبیرخانه حزب و به عنوان یک نامزد طبیعی برای پست دبیر کلی در نظر گرفته شد.

## زندگی‌نامه
اسوردلوف در منطقه نیژنی نووگرود با نام یاکوف میخائیلویچ اسوردلوف از پدر و مادری یهودی به نام میخائیل اسرائیلویچ اسوردلوف و الیزاوتا سولومونوفا به دنیا آمد. پدر او یک فعال سیاسی بود و برای تهیه مخارج خانواده خود به جعل اسناد و فروش اسلحه می‌پرداخت. خانواده اسوردلوف دارای شش فرزند (دو دختر و چهار پسر) بود. بعد از مرگ همسرش، میخائیل پدر خانواده به همراه خانواده‌اش به دین مسیحیت ارتدوکس گروید. برادر بزرگ یاکوف، زینووی را ماکسیم گورکی به فرزندخواندگی پذیرفت. یاکوف اسوردلوف در سال ۱۹۰۲ به عضویت حزب کارگری سوسیال دموکراتیک روسیه درآمد. بعد او به شاخه بلشویک رفت و طرفدار ولادیمیر لنین شد. او در انقلاب سال ۱۹۰۵ نقش داشت. او از این زمان فعال سیاسی شد. بیشتر سال‌های بین ۱۹۰۶ تا ۱۹۱۷، زندانی سیاسی بود.

## بعد از انقلاب اکتبر
بعد از انقلاب سال ۱۹۱۷ او به پتروگراد بازگشت و به عنوان عضو کمیته مرکزی انتخاب شد. او در انقلاب اکتبر نقش مهمی داشت. اسوردلوف که یکی از دوستان صمیمی لنین بود، نقش مهمی در تعطیلی شورای قانونگذاری و امضای قرارداد برست-لیتوفسک داشت. معمولاً ادعا می‌شود که تمامی تصمیمات لنین به همراه اسورلوف بوده‌است؛ ولیکن بعدها رابطه آن‌ها کمی سرد شد. معمولاً او اولین رئیس دولت کمونیست شوروی نامیده می‌شود اما به‌طور رسمی دولت شوروی از سال ۱۹۲۲ شروع به کار کرد که بعد از مرگ او بود و رئیس کمیته اجرایی مرکزی تمامی روسیه در واقع رئیس حکومت کمونیستی بود و او این سمت را از زمان انقلاب تا کمی قبل از مرگش داشت.

### نقش در اعدام تزار نیکولای دوم و خانواده‌اش
بعضی تاریخدانان ادعا کردند که اسوردلوف نقش اساسی در اعدام تزار نیکلای دوم روسیه و خانواده اش داشت. کتابی نوشته شده در سال ۱۹۹۰ توسط ادوارد رادزینسکی می‌نویسد که اسوردلوف دستور اعدام را در ۱۶ ژوئیه ۱۹۱۸ صادر کرد؛ ولیکن هنوز هیچ دستور کتبی مشخصی در مورد اعدام خانواده رومانوف توسط لنین یا اسوردلوف کشف نشده‌است.

## مرگ

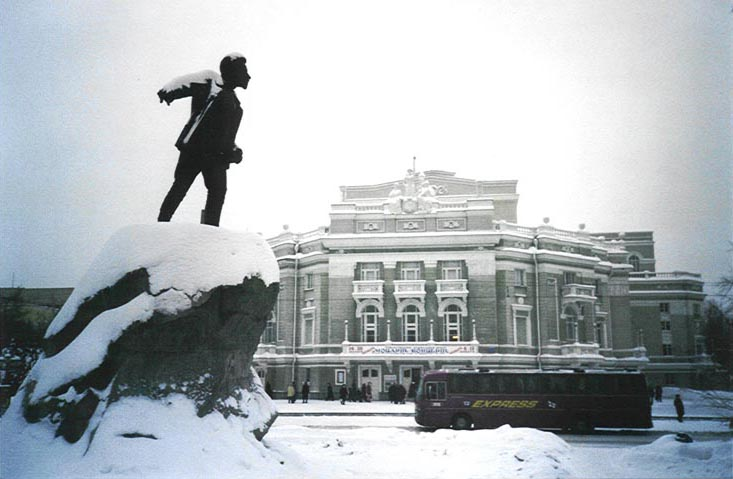
یکاترینبرگ (۸ مارس ۲۰۰۴، ساعت ۹:۳۲ بعد از ظهر)

در نسخه رسمی تاریخ، اسوردلوف به دلیل آنفلوانزا در اریول در جریان آنفلوانزای سال ۱۹۱۸ جان باخت. او در آرامگاه دیوار کرملین (قبرستان کرملین) در مسکو دفن شده‌است. در نسخه دیگری او به دلیل سل از دنیا می‌رود؛ ولیکن تاریخدان آرکادی واکسبرگ معتقد است که این ادعاها شایعه بوده و اسوردلوف در اوریول به دلیل نژاد یهودی خود توسط کارگران آنقدر کتک خورده بود تا درگذشت و معتقد است که به دلیل جلوگیری از حمله به یهودیان این اتفاق سرپوش گذاشته‌شد. در یک نسخه دیگر او به دلیل توطئه برای قتل لنین، کشته می‌شود. در سال ۱۹۲۴ یکاترینبورگ به نام او اسوردلوفسک نامیده شد. در سال ۱۹۹۱ نام این شهر دوباره به یکاترینبورگ بازگشت.